# Марков, Валентин Владимирович
Валентин Владимирович Марков (21 марта 1947 — 13 апреля 1999) — советский хоккеист, защитник.

## Биография
Валентин Марков начинал играть в хоккей в 1960 году в московском клубе «Метрострой», а в 1960—1964 годах играл в детско-юношеской спортивной школе московского «Динамо».
В 1964—1971 годах Валентин Марков выступал за команду «Динамо» (Москва), забросив 31 шайбу в 248 матчах чемпионата СССР. За это время в составе своей команды он один раз становился серебряным призёром и четыре раза — бронзовым призёром чемпионата СССР, в 1967 году был включён в список лучших хоккеистов сезона. Во время выступлений за московское «Динамо» в разные годы играл в паре с защитниками Владимиром Даниловым, Виталием Давыдовым и Станиславом Щёголевым.
В 1971—1978 годах Валентин Марков выступал за команду «Спартак» (Москва). За время выступлений за «Спартак» он забросил 15 шайб в 209 матчах. За это время в составе своей команды он один раз (в 1976 году) становился чемпионом СССР, один раз — серебряным призёром и два раза — бронзовым призёром чемпионата СССР. Во время выступлений за московский «Спартак» в разные годы играл в паре с защитниками Владимиром Кучеренко, Сергеем Коротковым, Владимиром Зубковым и Александром Куликовым.
После этого отыграл два сезона в команде «Кристалл» (Саратов): 1978—1979 в первой лиге и 1979—1980 в чемпионате РСФСР.
В декабре 1968 года Валентин Марков провёл два товарищеских матча за первую сборную СССР по хоккею против сборной Канады. В разные годы также принимал участие в матчах юношеской и молодёжной сборных СССР, а также выступал за вторую сборную СССР по хоккею.
После окончания игровой карьеры Валентин Марков работал в детско-юношеской спортивной школе московского «Спартака».
Скончался 13 апреля 1999 года.

## Достижения
- Чемпион СССР по хоккею — 1976[3][5].
- Серебряный призёр чемпионата СССР — 1971, 1973[1][2].
- Бронзовый призёр чемпионата СССР — 1966, 1967, 1968, 1969, 1972, 1975[1].
- Финалист Кубка СССР — 1966, 1969, 1970[3].
- Обладатель Кубка Стеклодувов — 1968[1].
- Обладатель Кубка Торонто — 1971[1].